# Kopaszyce
Kopaszyce (prononciation : [kɔpaˈʂɨt͡sɛ]) est un village polonais de la gmina de Dominowo dans le powiat de Środa Wielkopolska de la voïvodie de Grande-Pologne dans le centre-ouest de la Pologne.
Il se situe à environ 4 kilomètres au sud-est de Dominowo (siège de la gmina), à 10 kilomètres au nord-est de Środa Wielkopolska (siège du powiat) et à 36 kilomètres au sud-est de Poznań (capitale régionale).

## Histoire
De 1975 à 1998, le village faisait partie du territoire de la voïvodie de Poznań.

Depuis 1999, Kopaszyce est situé dans la voïvodie de Grande-Pologne.